# Ptolomeo IV
Ptolomeo IV Filopátor (Griego: Πτολεμαίος Φιλοπάτωρ), faraón de la dinastía ptolemaica, que gobernó en Egipto de 221 a 203 a. C.

## Biografía
Hijo de Ptolomeo III Evérgetes y de Berenice II de Cirene. Tenía un hermano llamado Magas a quien asesinó junto con sus partidarios para hacerse más fácilmente con el trono. Se casó con su hermana Arsínoe III.
Discípulo de Eratóstenes, sus intereses se centraban más en las artes y las ciencias. Descuidó sus deberes políticos y dejó el gobierno en manos de su ministro principal. Esta despreocupación casi le costó a Egipto la pérdida de sus posesiones asiáticas.
Durante su reinado se vivieron intrigas dinásticas que influyeron de manera negativa en el gobierno del reino. Obtuvo un gran éxito cuando derrotó al formidable ejército de Antíoco III Megas, rey de la dinastía seléucida. 
Sin embargo en estos años perdieron el Alto Egipto en el curso de la gran revuelta tebana, durante la cual los gobernantes rebeldes Horunnefer y Anjunnefer tomaron el control de parte del país (206-186 a. C.).
Ptolomeo IV murió inesperadamente, y este hecho fue ocultado durante bastante tiempo por sus ministros. Le sucedió su hijo Ptolomeo V Epífanes.

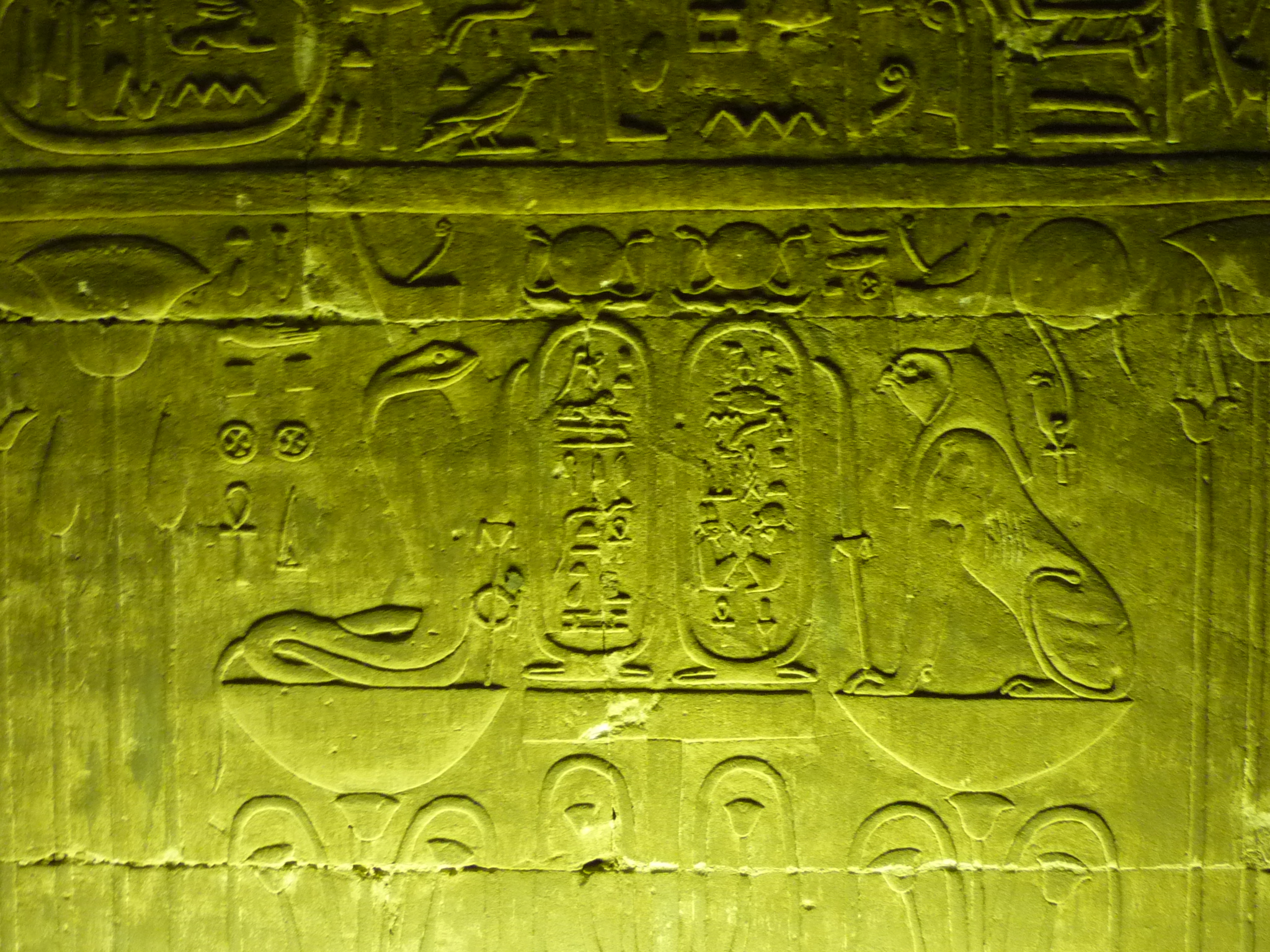
Bajorrelieve de Uadyet y Horus (hieracoesfinge) flanqueando la titulatura de Ptolomeo IV en una capilla del templo de Edfu, Egipto.

## Testimonios de su época
- Construyó un santuario nuevo para Mut-Anta (Arnold 1999:173-174)
- Pronaos para el templo del Min en Panópolis (Arnold 1999:174)
- Templo de Nemty en Qau el-Kebir (Antaeópolis) (Arnold 1999:174)
- Casa del nacimiento (?), mammisi, en Medamud (Arnold 1999:174)
- Templo para Hathor en Deir el-Medina (Arnold 1999:174-176)
- Renovación del templo de Montu en El-Tod (Arnold 1999:176-177)
- Tumba de Osiris en Elefantina (Arnold 1999:178)
- Templo para Arsnoufis en File (Arnold 1999:178)

## Titulatura
- Nombre de Horus: Hunuqeni Sejaensuitef
- Nombre de Nebty: Uerpehty Menejibjernecherunebu Nedytienhenmemet
- Nombre de Hor-Nub: Seuadyabaqet Sehedygesuperu Semenhepu-midyehuty-aa-aa Nebhabused-miptahtatenen-itymira

| Titulatura | Jeroglífico | Transliteración (transcripción) - traducción - (referencias) |

| U22 | R8 | U22 | R8 | F44 · N35 | U21 · N35 | Q3 · X1 | V28 | F12 | D28 | C2 | C12 | S42 | S34 |

| U22 | R8 | U22 | R8 | F44 · N35 | U21 · N35 | Q3 · X1 | V28 | F12 | D28 | C2 | C12 | S42 | S34 |

| U22 | R8 | U22 | R8 | F44 · N35 | U21 · N35 | Q3 · X1 | V28 | F12 | D28 | C2 | C12 | S42 | S34 |

| U22 | R8 | U22 | R8 | F44 · N35 | U21 · N35 | Q3 · X1 | V28 | F12 | D28 | C2 | C12 | S42 | S34 |

| U22 | R8 | U22 | R8 | F44 · N35 | U21 · N35 | Q3 · X1 | V28 | F12 | D28 | C2 | C12 | S42 | S34 |

| U22 | R8 | U22 | R8 | F44 · N35 | U21 · N35 | Q3 · X1 | V28 | F12 | D28 | C2 | C12 | S42 | S34 |

| U22 | R8 | U22 | R8 | F44 · N35 | U21 · N35 | Q3 · X1 | V28 | F12 | D28 | C2 | C12 | S42 | S34 |

| U22 | R8 | U22 | R8 | F44 · N35 | U21 · N35 | Q3 · X1 | V28 | F12 | D28 | C2 | C12 | S42 | S34 |

| U22 | R8 | U22 | R8 | F44 · N35 | U21 · N35 | Q3 · X1 | V28 | F12 | D28 | C2 | C12 | S42 | S34 |

| U22 | R8 | U22 | R8 | F44 · N35 | U21 · N35 | Q3 · X1 | V28 | F12 | D28 | C2 | C12 | S42 | S34 |

| U22 | R8 | U22 | R8 | F44 · N35 | U21 · N35 | Q3 · X1 | V28 | F12 | D28 | C2 | C12 | S42 | S34 |

| U22 | R8 | U22 | R8 | F44 · N35 | U21 · N35 | Q3 · X1 | V28 | F12 | D28 | C2 | C12 | S42 | S34 |

| U22 | R8 | U22 | R8 | F44 · N35 | U21 · N35 | Q3 · X1 | V28 | F12 | D28 | C2 | C12 | S42 | S34 |

| U22 | R8 | U22 | R8 | F44 · N35 | U21 · N35 | Q3 · X1 | V28 | F12 | D28 | C2 | C12 | S42 | S34 |

| U22 | R8 | U22 | R8 | F44 · N35 | U21 · N35 | Q3 · X1 | V28 | F12 | D28 | C2 | C12 | S42 | S34 |

| U22 | R8 | U22 | R8 | F44 · N35 | U21 · N35 | Q3 · X1 | V28 | F12 | D28 | C2 | C12 | S42 | S34 |

|  | ỉwˁ n nṯr.wy mnḫ.wy stp n ptḥ wsr kȝ rˁ sḫm ˁnḫ n ỉmn (iuaennecheruymenejuy setepenptah userkara sejemanjenamon) Heredero de los dioses Evergetes, Elegido de Ptah, El ka de Ra es poderoso, Imagen viviente de Amón |

| Q3 · X1 | V4 | E23 · Aa15 | M17 | M17 | S29 | S34 | D&t&N17 | Q1 | X1 · H8 | U6 |

| Q3 · X1 | V4 | E23 · Aa15 | M17 | M17 | S29 | S34 | D&t&N17 | Q1 | X1 · H8 | U6 |

| Q3 · X1 | V4 | E23 · Aa15 | M17 | M17 | S29 | S34 | D&t&N17 | Q1 | X1 · H8 | U6 |

| Q3 · X1 | V4 | E23 · Aa15 | M17 | M17 | S29 | S34 | D&t&N17 | Q1 | X1 · H8 | U6 |

| Q3 · X1 | V4 | E23 · Aa15 | M17 | M17 | S29 | S34 | D&t&N17 | Q1 | X1 · H8 | U6 |

| Q3 · X1 | V4 | E23 · Aa15 | M17 | M17 | S29 | S34 | D&t&N17 | Q1 | X1 · H8 | U6 |

| Q3 · X1 | V4 | E23 · Aa15 | M17 | M17 | S29 | S34 | D&t&N17 | Q1 | X1 · H8 | U6 |

| Q3 · X1 | V4 | E23 · Aa15 | M17 | M17 | S29 | S34 | D&t&N17 | Q1 | X1 · H8 | U6 |

| Q3 · X1 | V4 | E23 · Aa15 | M17 | M17 | S29 | S34 | D&t&N17 | Q1 | X1 · H8 | U6 |

| Q3 · X1 | V4 | E23 · Aa15 | M17 | M17 | S29 | S34 | D&t&N17 | Q1 | X1 · H8 | U6 |

| Q3 · X1 | V4 | E23 · Aa15 | M17 | M17 | S29 | S34 | D&t&N17 | Q1 | X1 · H8 | U6 |

| Q3 · X1 | V4 | E23 · Aa15 | M17 | M17 | S29 | S34 | D&t&N17 | Q1 | X1 · H8 | U6 |

| Q3 · X1 | V4 | E23 · Aa15 | M17 | M17 | S29 | S34 | D&t&N17 | Q1 | X1 · H8 | U6 |

| Q3 · X1 | V4 | E23 · Aa15 | M17 | M17 | S29 | S34 | D&t&N17 | Q1 | X1 · H8 | U6 |

| Q3 · X1 | V4 | E23 · Aa15 | M17 | M17 | S29 | S34 | D&t&N17 | Q1 | X1 · H8 | U6 |

| Q3 · X1 | V4 | E23 · Aa15 | M17 | M17 | S29 | S34 | D&t&N17 | Q1 | X1 · H8 | U6 |

## Sucesión
| Predecesor: Ptolomeo III Evergetes | Faraón de Egipto (Dinastía Ptolemaica) 222 - 204 a. C. como corregente Berenice II (222-221 a. C.) | Sucesor: Ptolomeo V Epífanes |